# Liste der Biografien/Pab
Liste der Biografien |
Portal Biografien |
Personensuche
# |
A |
B |
C |
D |
E |
F |
G |
H |
I |
J |
K |
L |
M |
N |
O |
P |
Q |
R |
S |
T |
U |
V |
W |
X |
Y |
Z |
?
 
Pa |
Pc |
Pe |
Pf |
Ph |
Pi |
Pj |
Pk |
Pl |
Pm |
Pn |
Po |
Pr |
Ps |
Pt |
Pu |
Pv |
Pw |
Py
 
Paa |
Pab |
Pac |
Pad |
Pae |
Paf |
Pag |
Pah |
Pai |
Paj |
Pak |
Pal |
Pam |
Pan |
Pao |
Pap |
Paq |
Par |
Pas |
Pat |
Pau |
Pav |
Paw |
Pax |
Pay |
Paz
Die Liste der Biografien führt alle Personen auf, die in der deutschsprachigen Wikipedia einen Artikel haben. Dieses ist eine Teilliste mit 89 Einträgen von Personen, deren Namen mit den Buchstaben „Pab“ beginnt.

## Pab

### Paba
- Paba, Alice (* 1997), italienische Sängerin
- Pabán, Jorge (* 1981), kubanisch-italienischer Handballspieler
- Pabasa, ägyptischer Obervermögensverwalter der Spätzeit (ca. 656–610 v. Chr.)

### Pabe
- Pabedinskas, Skirmantas (* 1945), litauischer Journalist, Kinooperator und Politiker
- Pabedinskienė, Algimanta (* 1965), litauische Politikerin
- Pabel, Hermann (1901–1945), deutscher römisch-katholischer Geistlicher, Organist, Chorleiter, Komponist und Musikpädagoge
- Pabel, Hilmar (1910–2000), deutscher Fotojournalist
- Pabel, Katharina (* 1969), deutsch-österreichische Rechtswissenschaftlerin
- Pabel, Reinhold (1915–2008), deutscher Autor und Antiquar

### Pabi
- Pabillo, Broderick Soncuaco (* 1955), philippinischer römisch-katholischer Geistlicher, Apostolischer Vikar von Taytay
- Pabinger, Anna (* 1988), österreichische Triathletin
- Pabinger-Fasching, Ingrid (* 1956), österreichische Ärztin
- Pabisch, Othmar (1938–2022), österreichischer Offizier
- Pabisch, Peter (* 1938), österreichisch-amerikanischer Autor, Lyriker, Germanist und Literaturwissenschaftler

### Pabl
- Pablo, Augustus (1953–1999), jamaikanischer Reggae- und Dubmusiker
- Pablo, Coté de (* 1979), chilenisch-US-amerikanische SchauspielerinCoté de Pablo (* 1979)

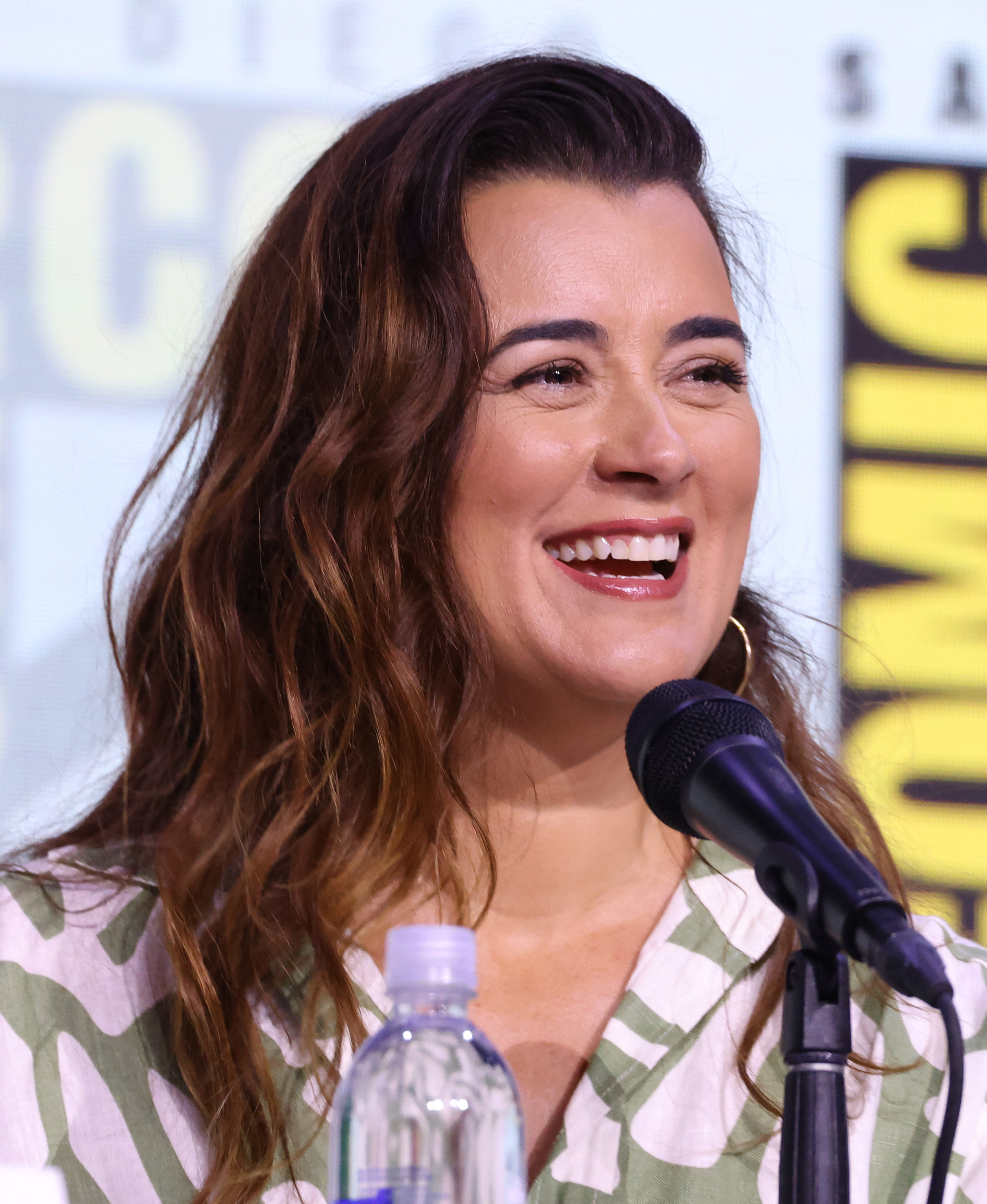
Coté de Pablo (* 1979)

- Pablo, Luis de (1930–2021), spanischer Komponist und Musikpädagoge
- Pablo, Manuel (* 1976), spanischer Fußballspieler
- Pablo, Michel (1911–1996), griechischer Trotzkist
- Pablo, Nikita (* 1995), australische Synchronschwimmerin
- Pablo, Petey (* 1973), US-amerikanischer Rapper
- Pablos, Eric de (* 1999), andorranischer Fußballspieler
- Pablos, María Dolores de (1917–1981), spanische Dichterin und Astrologin
- Pablos, Natalia (* 1985), spanische Fußballspielerin

### Pabo
- Pabo, Verwalter von Karantanien
- Pabón, David (* 1964), puerto-ricanischer Musiker
- Pabón, Dorlan (* 1988), kolumbianischer Fußballspieler
- Pabón, Paola (* 1978), ecuadorianische Feministin und Politikerin

### Pabr
- Pabrai, Mohnish (* 1964), US-amerikanischer Unternehmer, Fondsmanager, Autor und Philanthrop indischer Herkunft
- Pabriks, Artis (* 1966), lettischer Politologe und Politiker, Mitglied der Saeima, MdEP, Mitbegründer der Tautas Partija, Außenminister Lettlands

### Pabs
- Pabsch, Wiegand (1932–2023), deutscher Jurist und Diplomat
- Pabst von Ohain, Carl Eugenius (1718–1784), sächsischer Mineraloge
- Pabst von Ohain, Gottfried († 1729), kursächsischer Bergrat
- Pabst von Ohain, Hans Joachim (1911–1998), deutsch-amerikanischer Physiker, Ingenieur und einer der Väter des StrahltriebwerksHans Joachim Pabst von Ohain (1911–1998)

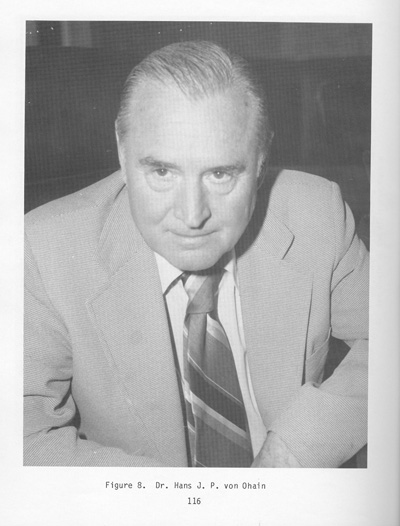
Hans Joachim Pabst von Ohain (1911–1998)

- Pabst, Adolf (1899–1990), US-amerikanischer Mineraloge
- Pabst, Adrian (* 1976), britischer Religions- und Politikwissenschaftler
- Pabst, Andreas (* 1979), deutscher Dirigent, Pianist und Arrangeur
- Pabst, Angela (* 1957), deutsche Althistorikerin
- Pabst, Arthur (1852–1896), deutscher Museumsdirektor und Kunsthistoriker
- Pabst, Augie (1933–2024), US-amerikanischer Automobilrennfahrer
- Pabst, August (1823–1907), hannoverscher und preußischer Geheimer Oberregierungsrat und Schulrat in Hannover
- Pabst, Bernhard (* 1960), deutscher Mittellateinischer Philologe
- Pabst, Christian (* 1984), deutscher Jazzmusiker (Piano, Komposition)
- Pabst, Corrie (1865–1943), niederländische Malerin
- Pabst, Erich (1890–1955), deutscher Schauspieler, Theaterregisseur und -intendant sowie Drehbuchautor
- Pabst, Frederick (1836–1904), deutschamerikanischer Unternehmer und Präsident der Pabst Brewing CompanyFrederick Pabst (1836–1904)

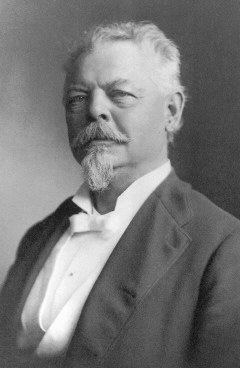
Frederick Pabst (1836–1904)

- Pabst, Friedrich (1827–1898), deutscher Gutsbesitzer, Politiker und Mitglied des Deutschen Reichstags
- Pabst, Georg Wilhelm (1885–1967), österreichischer Filmregisseur
- Pabst, Gerhard (* 1934), deutscher Jazz- und Unterhaltungsmusiker (Trompete)
- Pabst, Guido Frederico João (1914–1980), brasilianischer Botaniker und Geschäftsführer einer Fluggesellschaft
- Pabst, Hans-Jürgen (1931–2008), deutscher Kaufmann und Verbandspräsident
- Pabst, Hans-Jürgen (1954–2018), deutscher Schauspieler
- Pabst, Heinrich Wilhelm von (1798–1868), deutscher Agrarwissenschaftler
- Pabst, Helmut, deutscher Sportmediziner und ehemaliger Basketballspieler
- Pabst, Helmut (* 1951), deutscher Fußballtorhüter
- Pabst, Henri (* 2004), deutscher Handballspieler
- Pabst, Hermann (1842–1870), deutscher Historiker
- Pabst, Hermann Moritz (1833–1908), deutscher Entomologe
- Pabst, Inka (* 1972), deutsche Schauspielerin
- Pabst, Irina (1928–2004), deutsche Aktivistin in der AIDS-Hilfe
- Pabst, Jean Charles (1873–1942), niederländischer Diplomat
- Pabst, Johann (1916–1999), österreichischer Politiker (ÖVP), Landtagsabgeordneter, Mitglied des Bundesrates
- Pabst, Johann Heinrich (1785–1838), deutsch-österreichischer Arzt und Philosoph
- Pabst, Josef (1879–1950), deutscher Bildhauer
- Pabst, Julius (1817–1881), deutscher Dramatiker, Bühnenschriftsteller und Regisseur
- Pabst, Justus (1875–1958), deutscher Heimatforscher und Fotograf
- Pabst, Karl (1835–1910), deutscher liberaler Kommunalpolitiker, Oberbürgermeister der Stadt Weimar
- Pabst, Karl (1884–1971), deutscher Maler, Zeichner und Lithograf
- Pabst, Karl Robert (1809–1873), deutsch-schweizerischer Philologe
- Pabst, Kevin (* 1991), deutscher TrompeterKevin Pabst (* 1991)

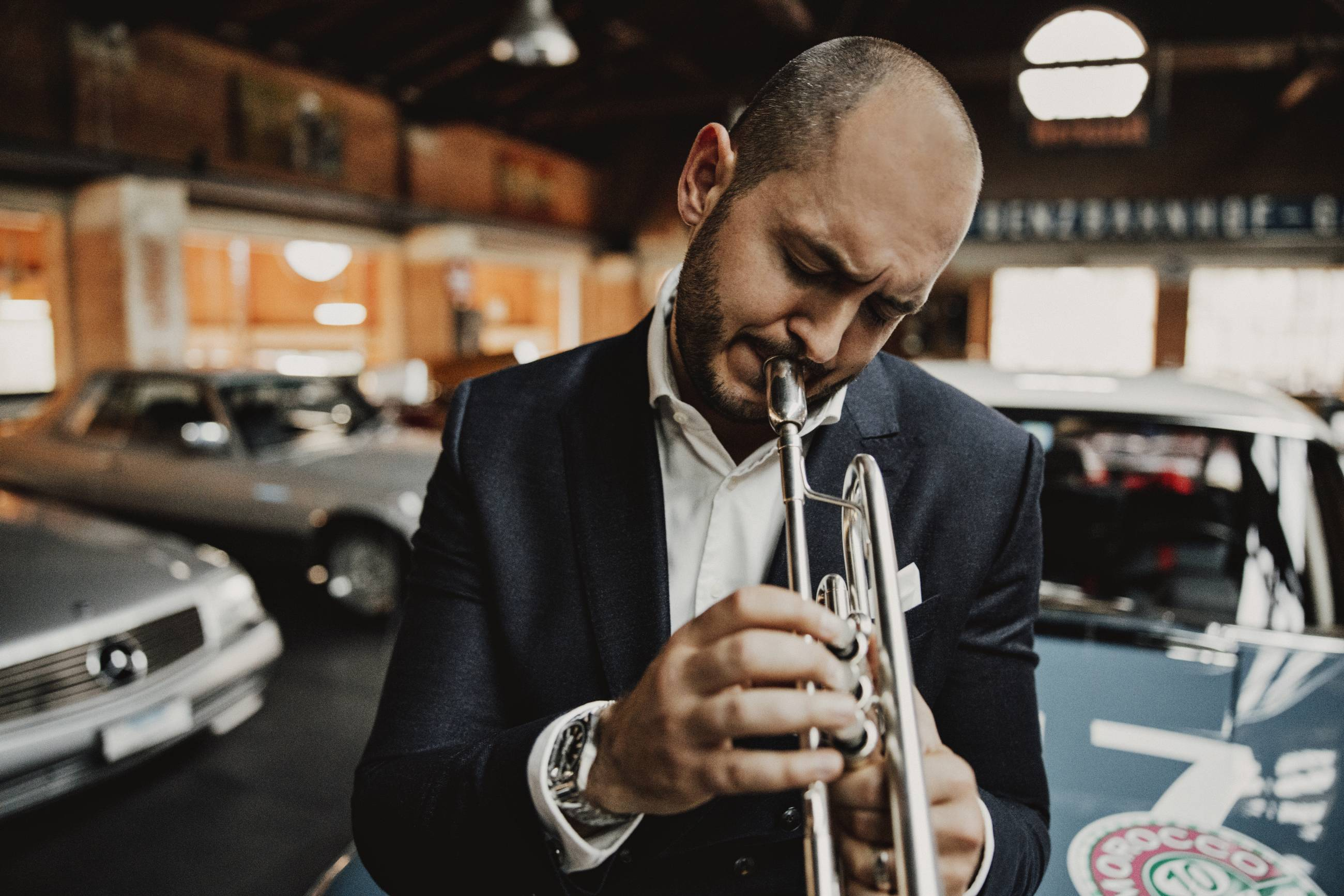
Kevin Pabst (* 1991)

- Pabst, Laurentius (1599–1672), deutsch-österreichischer Mediziner und kursächsischer Leibarzt
- Pabst, Leon (* 1991), deutscher Handballspieler
- Pabst, Michael (* 1942), österreichischer Opernsänger (Tenor)
- Pabst, Pamela (* 1978), deutsche Rechtsanwältin
- Pabst, Paul (1854–1897), russischer Pianist, Komponist und Musikpädagoge deutscher Abstammung
- Pabst, Paul (1889–1970), deutscher Maler und Grafiker
- Pabst, Reinhard (* 1943), deutscher Anatom
- Pabst, Siegfried (* 1944), deutscher Unternehmer und Verleger
- Pabst, Stefan (* 1983), österreichischer Musiker, Autor und Grafiker
- Pabst, Stephan (* 1972), deutscher Literaturwissenschaftler
- Pabst, Theo (1905–1979), deutscher Architekt, Baubeamter und Hochschullehrer
- Pabst, Waldemar (1880–1970), deutscher Offizier, verantwortlich für den Mord an Rosa Luxemburg und Karl Liebknecht, Teilnehmer am Kapp-PutschWaldemar Pabst (1880–1970)

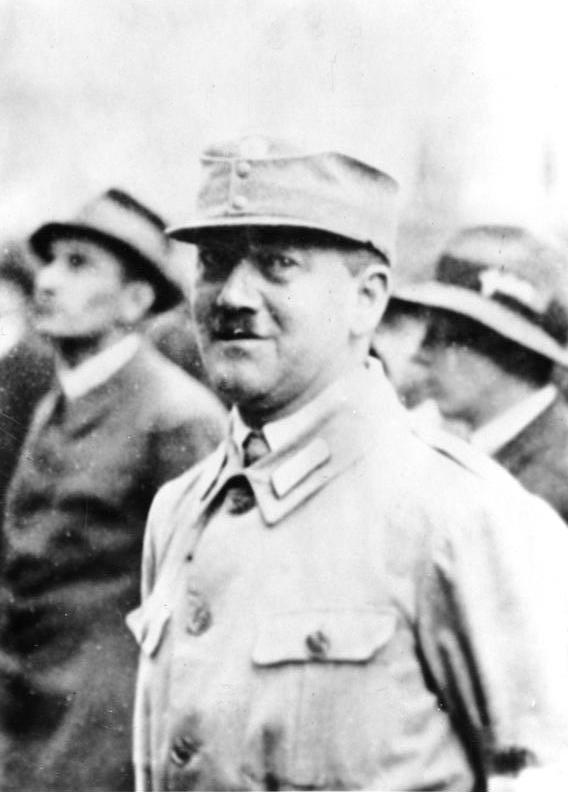
Waldemar Pabst (1880–1970)

- Pabst, Walter (1907–1992), deutscher Romanist und Literaturwissenschaftler
- Pabst, Wilhelm (1856–1908), deutscher Paläontologe
- Pabst, Wilhelm Bernhard (1905–1964), deutscher Architekt in Südafrika, Mitglied der deutschen Widerstandsgruppe „Neu Beginnen“
- Pabst, Willy (* 1904), deutscher Parteifunktionär (KPD/SED), Verfolgter des Naziregimes und Landespolitiker
- Pabst-Ross, Bertha (1824–1910), deutsche Malerin
- Pabst-Weinschenk, Marita (* 1955), deutsche Sprechwissenschaftlerin, Pädagogin und Autorin
- Pabstmann, Hans (1896–1950), deutscher Politiker (CSU), MdL Bayern und Landrat